# Roslagens östra pastorat
Roslagens östra pastorat är från 2018 ett av de två pastoraten som bildadats efter pastoratsreformen i Roslagen den 1 januari 2018. Det andra är Roslagens västra pastorat. Beslutet togs av den dåvarande stiftsstyrelsen den 10 december 2015.  
Pastoratet ingår i Upplands södra kontrakt och har pastoratskod 010809.
I pastoratet uppgick följande pastorat:
- Söderbykarls pastorat (del av)
- Väddö och Björkö-Arholma pastorat
- Roslagsbro-Vätö pastorat
- Rådmansö-Frötuna pastorat
- Länna pastorat
- Norrtälje-Malsta pastorat

Pastoratet består av församlingarna:
- Estuna och Söderby-Karls församling
- Lohärads församling
- Väddö församling
- Roslagsbro-Vätö församling
- Rådmansö församling
- Frötuna församling
- Länna församling
- Blidö församling
- Riala församling
- Norrtälje-Malsta församling

## Valresultat i kyrkofullmäktigevalet 2021
| Nomineringsgrupp | Nomineringsgrupp                              | Röstfördelning | Röstfördelning | Röstfördelning | Mandatfördelning | Mandatfördelning |
| Nomineringsgrupp | Nomineringsgrupp                              | Antal          | %              | +/−            | Antal            | +/−              |
| ---------------- | --------------------------------------------- | -------------- | -------------- | -------------- | ---------------- | ---------------- |
|                  | Arbetarepartiet-Socialdemokraterna            | 1 167          | 25,89          | +1,16          | 9                | +1               |
|                  | Partipolitiskt obundna i Svenska kyrkan       | 820            | 18,19          | +4,56          | 6                | +1               |
|                  | Sverigedemokraterna                           | 524            | 11,62          | +3,30          | 4                | +1               |
|                  | Centerpartiet                                 | 491            | 10,89          | -2,40          | 4                | -1               |
|                  | Borgerligt alternativ                         | 463            | 10,27          | -3,82          | 4                | -1               |
|                  | Kyrkofolket.se i Roslagens östra pastorat     | 583            | 12,93          | -4,74          | 4                | -2               |
|                  | Lohärads Framtid i Roslagens östra pastorat   | 350            | 7,76           | -0,50          | 3                | +/-0             |
|                  | Kvinnokraft i kyrkan Roslagens östra pastorat | 110            | 2,44           | Ny             | 1                | Ny               |
|                  | Totalt                                        | 4 508          | 100,00         | N/A            | 35               | N/A              |

Källa: